# Туник, Пётр Иосифович
Пётр Иосифович Туник (укр. Тунік Петро Йосипович; 15 ноября 1920, Кривой Рог, Екатеринославская губерния — 9 июля 1995, Саратов) — советский деятель органов государственной безопасности и внутренних дел, начальник Саратовской школы милиции МВД СССР (1961—1974), полковник милиции.

## Биография
Родился 15 ноября 1920 года в городе Кривой Рог в украинской семье.
С 3 августа 1937 года в войсках НКВД. Призван Криворожским РВК Ростовской области. С 1937 по 1939 годы — учёба в Харьковском военном пограничном училище НКВД СССР. После выпуска направлен на работу на Дальний Восток.
В 1941 году принят в члены ВКП(б). С 1941 по 1945 годы участвовал в советско японской войне  на 1-м Дальневосточном фронте. На 30 сентября 1945 года — старший помощник начальника 1-го отделения 5-го отдела Управления пограничной службы НКВД СССР Приморского округа, капитан.
До 1961 года — заместитель начальника Хабаровской школы милиции, а с 1961 по 1974 годы — начальник Саратовской школы милиции МВД СССР.
С 20 сентября 1974 года — полковник милиции в отставке.
Умер 9 июля 1995 года в городе Саратове.

## Награды
- Орден Красной Звезды (30.09.1945);

Из наградного листа: Перед самым началом боевых действий развернул большую работу по агентурной разведке противника на территории Маньчжурии, чем в значительной степени обеспечил успех боевых операций войск. В период боевых действий развернул большую работу по изъятию, задержанию и уничтожению диверсантов, бандитов, «смертников» и пр. агентуры противника, чем обеспечил войсковой тыл Армии
- Медаль «За победу над Германией в Великой Отечественной войне 1941—1945 гг.» (09.05.1945)[5];
- Медаль «За победу над Японией» (30.09.1945)[6].

## Сочинения
- Богомолов Г. А., Гольдман В. С., Здир Я. А., Туник П. И. Вехи трудных будней: Из истории Саратовской милиции. — Саратов: Приволжское книжное издательство, 1967. — 181 с.
- Туник П. И. Методика подготовки и проведения групповых упражнений: Учебно-методическое пособие / канд. воен. наук Н. М. Буланов. — М.: МВД СССР, Управление учебных заведений, 1970. — 36 с.
- Туник П. И. Специализация курсантов в расследовании дорожно-транспортных преступлений // Повышение роли следователей в раскрытии преступлений. Материалы Третьей Всесоюзной научно-практической конференции лучших следователей МВД СССР (10—12 марта 1971 г.) : сборник. — Волгоград: НИиРИО ВСШ МВД СССР, 1971. — С. 59—63.
- Туник П. И. Совершенствуем подготовку следственных работников в школе // Вопросы теории и практики предварительного следствия в органах внутренних дел. По материалам научно-практической конференции, посвященной десятилетнему юбилею со дня образования предварительного следствия в МВД СССР : сборник. — Саратов, 1973. — С. 28—32.